# Émile Barbier
Émile Edmond Gustave Barbier (Etterbeek, 1901. december 3. – ?, ?) világbajnok belga párbajtőrvívó.